# Tibouchina campii
Tibouchina campii är en tvåhjärtbladig växtart som beskrevs av John Julius Wurdack. Tibouchina campii ingår i släktet Tibouchina och familjen Melastomataceae. Inga underarter finns listade i Catalogue of Life.